# De Kager
De Kager is een wipmolen in Kaag (gemeente Kaag en Braassem), in de Nederlandse provincie Zuid-Holland. De molen dateert uit ca. 1683 en is gebouwd ten behoeve van de bemaling van de Kaagerpolder. Deze behoorlijk oude molen heeft tot 1985 de hoofdbemaling van de polder verzorgd. De molen was oorspronkelijk eigendom van het waterschap Kaagpolder, na opheffing hiervan ging het eigendom over naar het waterschap De Oude Veenen. sinds 1984 is de Rijnlandse Molenstichting eigenaar van de Kager.